# ديريك ياتش

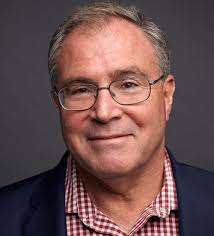

الدكتور ديرك ياتش (بالإنجليزية: Derek Yach)‏ ( وُلِدَ 21 تشرين الثّاني 1955) هُوَ المُؤَسّسُ وَ الرَّئيسُ الحاليْ لِشركة فيليب موريس انترناشونال المُمَوَّلَةِ مِنْ أجْلِ عالَمٍ خالٍ مِنَ التَّدْخينِ، وَ هُوَ المُديرُ السّابِقُ في مَجلِسِ الوُزَراءِ في مُنَظَّمَةِ الصِّحَّةِ العالَمِيَّةِ.

## تعليمُهُ
قد تَلَقّى شِهادة البَكالورِيوس في الطِّبِّ وَ الجِراحَةِ مِنْ جامِعَةِ كيب تاون في (1979)، وَ شِهادَةُ الماجِسْتيرِ مِنْ كلية جونز هوبكينز بلومبرج للصحة العامة في عام (1985) . وفي عام (2007) تَلَقّى شِهادَةَ الدُّكتوراةِ من جامِعَةِ جورجتاون.

## المِهنة
كانَ ديريك المَسؤُولُ الصِّحّيُ الأَوَّلُ في شَرِكَةِ Vitality Group و المُديرُ التَّنفيذِيُّ في Vitality Institute، وفي مُنَظَّمَةِ الصِّحَّةِ العالَمِيَّةِ خَدَمَ ديريك تَحْتَ إِشْرافِ المُديرَةِ العامَّةِ غرو هارلم برونتلاند كَمُديرٍ لِمَجْلِسِ الوُزَراءِ حيثُ عَمِلَ في اتِّفاقِيَّة مُنَظَّمَةِ الصِّحَّةِ العالَمِيَّةِ الإِطارِيَّةِ بِشَأنِ مُكافَحَةِ التِّبْغِ، وَالإسْتراتيجيَّةِ العالَمِيَّةِ بشَأنِ النِّظامِ الغِذائيِّ وَالنَّشاطِ البدنِيِّ . وَقَد عَمِلَ بِشَكْلٍ مُؤَقَّتٍ في مُؤَسَّسَةِ روكفيلر، وَشَغِلَ مَنصِبَ النّائِبِ الأَوَّلِ للسِّياسَةِ العالَمِيَّةِ للصِّحَّةِ والزِّراعَةِ في شَرِكَةِ بيبسيكو.(2007-13)

### مؤسَّسَةُ مِنْ أجْلِ عالَمٍ خالٍ مِنَ التَّدْخينِ
ساعَدَ في تأسيسِ مُؤَسَّسَةِ مِنْ أجْلِ عالَمٍ خالٍ مِنَ التَّدخينِ في أيلول 2017 بتَمْويلِ مَبْلَغٍ مِقْدارُهُ 80 مليون دولار أمريكي سنويا لِمدَّةِ 12 عامٍ تعهَّدتْ بِهِ شَرِكَةُ فيليب موريس انترناشونال، لِتَسريعِ الجُهودِ العالمَّيةِ للحدِّ من الآثارِ الصِّحيَّةِ والوفيّاتِ النّاتجةِ عن التَّدخينِ ،بهدفِ القضاءِ على التَّدخينِ في جَميعِ أنحاءِ العالمِ.

## العُضوِيات و الجمعيّات
يعمل ديريك في العديدِ من المجالسِ الإستِشارِيَّةِ بما في ذلك مركز جون إي فوغراتي الدولي، وهوَ عضوٌ في مجلسِ إدارَةِ Cornerstone Capital Group، وهيَ شركةٌ إستشاريَّةٌ استثماريَّةٌ تُركِّزُ على التَّمويلِ المُستَدامِ أسَّستْها اريكا كارب .